# Maureen Daly
Maureen Daly (15 de março de 1921 – 25 de setembro de 2006), foi uma escritora nascida na Irlanda e radicada nos Estados Unidos, autora conhecida principalmente por seu romance Seventeenth Summer (1942), um dos primeiros a atingir um público adolescente.

## Biografia
Maureen nasceu em County Tyrone, Ulster, Ireland em 1921, filha de Joseph Desmond Daly, que emigrou para a América, e Margaret Daly, que posteriormente também emigrou para os Estados Unidos. Maureen e suas quatro irmãs cresceram em Fond du Lac, Wisconsin. Daly venceu um O. Henry Award por seu conto Sixteen, enquanto estava no ensino médio. Seventeenth Summer foi escrito antes dos 20 anos; em 1982, ela já possuía 45 edições.
Ela foi uma das referidas pelo Time Magazine como as "Irmãs Daly", quatro irmãs conhecidas por seus escritos e trabalhos em jornais, moda e publicidade. Em 1946, ela casou com o escritor de mistério William P. McGivern. Eles co-escreveram “Mention My Name in Mombasa; the Unscheduled Adventures of an American Family Abroad”, que relatava suas aventuras na África, Torremolinos, Espanha e Dublin, além de uma visita à sua cidade natal, Castlecaulfield. Bill morreu de câncer em 1982. O casal teve dois filhos, Megan e Patrick, sendo que Megan morreu em 1983.
Daly também trabalhou como jornalista em jornais e revistas, incluindo o Chicago Tribune, Ladies' Home Journal e The Saturday Evening Post. Posteriormente, ela escreveu uma coluna sobre gastronomia em Palm Springs,  Desert Sun. Ela foi premiada com o “American Freedom Foundation Medal” em 1952.
Maureen faleceu de um linfoma, em Palm Desert, Califórnia, em 25 de setembro de 2006.

## Obras principais
Ficção
- Seventeenth Summer. New York: Dodd Mead, 1948.
- Sixteen and Other Stories. New York: Dodd, 1961.
- The Ginger Horse, 1964
- Small War of Sergeant Donkey, 1966
- Acts of Love. New York: Scholastic, 1986.
- First a Dream. New York: Scholastic, 1990.

Não ficção
- Smarter and Smoother: A Handbook on How to Be That Way. New York: Dodd Mead, 1944.
- The Perfect Hostess: Complete Etiquette and Entertainment for the Home. New York: Dodd, 1950.
- Twelve Around the World. New York: Dodd, 1957.

Memórias
- Mention My Name in Mombasa: The Unscheduled Adventures of an American Family Abroad. (co-escrita com o marido, William P. McGivern). New York: Dodd, 1958.

## Maureen Daly em língua portuguesa
- Primavera de Amor (“Seventeenth Summer”), volume 114 da Coleção Biblioteca das Moças, da Companhia Editora Nacional. Tradução de Maslowa Gomes Venturi.
- Verão de Amor (“Seventeenth Summer”), Ediouro.